# Emilia Lindberg
Victoria Hanna Emilia Lindberg, född 31 januari 1990 i Edsbyn, Ovanåkers församling, Gävleborgs län, är en svensk kristen sångerska.
Emilia Lindberg turnerar runt i Sverige tillsammans med sin far, sångarevangelisten Nenne Lindberg och medverkar kontinuerligt i kristna TV-kanalen Kanal 10 samt de årligen återkommande konserterna Lindbergarnas jul.
Lindberg skivdebuterade vid 16 års ålder 2006 och släppte sin andra skiva På mitt sätt 2011. Till jul samma år kom hennes tredje skiva, julskivan Himlen kom ner.  
Sedan dess har tre skivor kommit ut: Nya steg (2014), På din väg (2015) och Se det väller fram en flod (2017).
Hon är sedan 2013 gift med Robert Lindberg, och de har två barn tillsammans.

## Diskografi
- 2006 – Emilia (album)
- 2011 – På mitt sätt[4]
- 2011 – Himlen kom ner (julskiva)[3]
- 2014 – Nya Steg[5]
- 2015 – På din väg
- 2017 – Se det väller fram en flod
- 2018 – Var ej bekymrad
- 2023 – Du kan säga allt till Jesus
- 2024 – Pärleporten i EPA-dunk (digital release)